# Eutoea tephrosiata
Eutoea tephrosiata är en fjärilsart som beskrevs av Achille Guenée 1858. Eutoea tephrosiata ingår i släktet Eutoea och familjen mätare. Inga underarter finns listade i Catalogue of Life.